# مدل بوریج

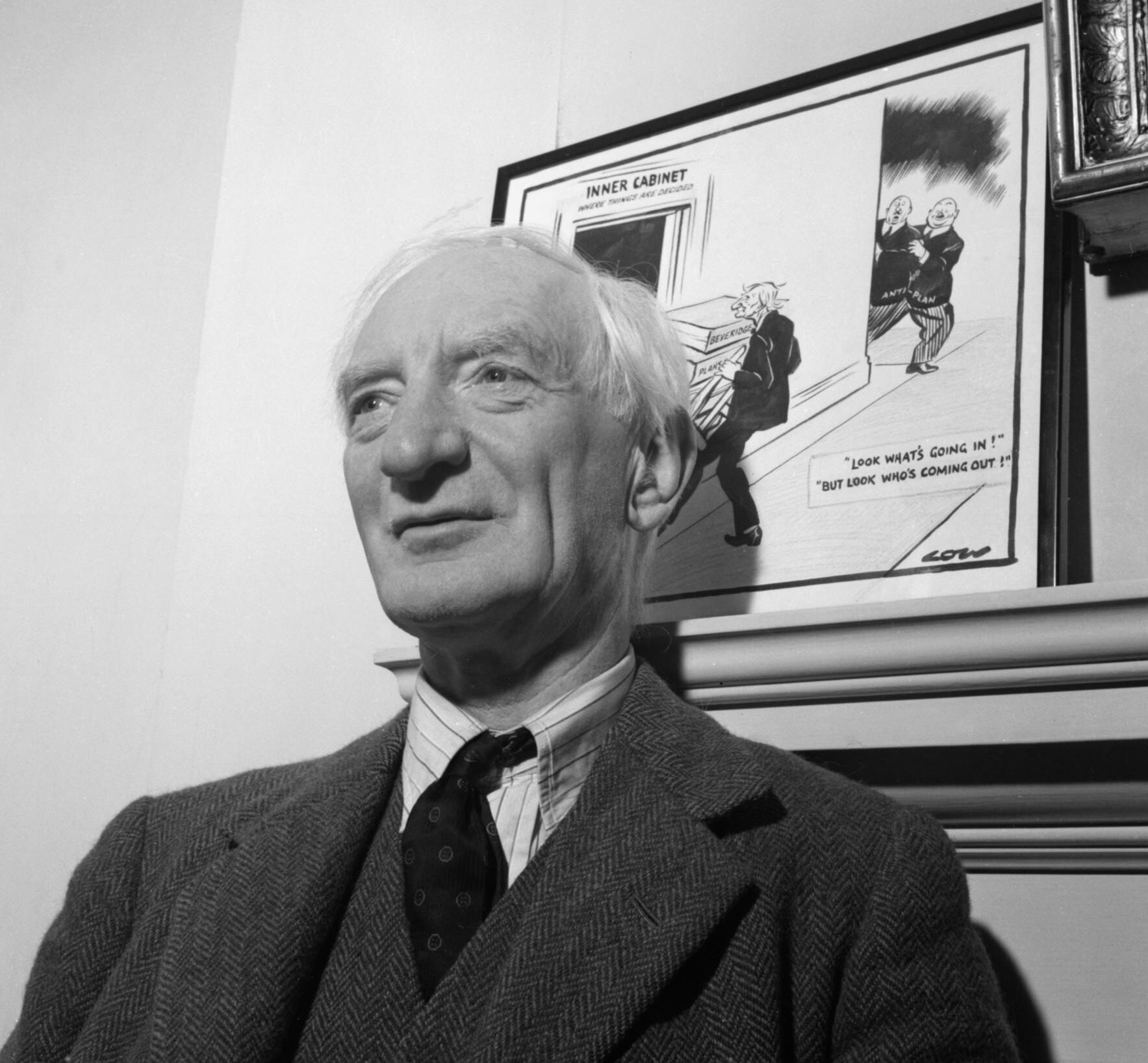
ویلیام بوریج

مدل بوریج (به انگلیسی: Beveridge model) یک سیستم مراقبت بهداشتی است که در آن دولت از طریق دریافت مالیات بر درآمد، مراقبت های بهداشتی را برای همه شهروندان خود فراهم می کند. این مدل برای اولین بار توسط ویلیام بوریج در انگلستان در سال ۱۹۴۸ ایجاد شد. تحت این سیستم، اکثر بیمارستان ها و کلینیک ها در اختیار دولت هستند. برخی از پزشکان و متخصصان مراقبت های بهداشتی کارمند دولت هستند، اما مؤسسات خصوصی نیز هستند که هزینه های خود را از دولت دریافت می کنند. دولت به عنوان تک پرداخت کننده در این سیستم مراقبت های بهداشتی، رقابت در بازار مراقبت های بهداشتی را از بین می برد و به پایین نگه داشتن هزینه ها کمک می کند. استفاده از مالیات بر درآمد به عنوان بودجه اصلی برای مراقبت های بهداشتی باعث می شود خدمات رایگان باشد و سهم بیماران در مالیات، هزینه های مراقبت های بهداشتی آنها را پوشش می دهد.
مدل بوریج به سلامت به عنوان یک حق بشری نگاه می کند. بنابراین، پوشش همگانی توسط دولت ارائه شده و به هر فردی که شهروند باشد، پوشش و دسترسی به مراقبت های بهداشتی داده می شود. مدل بوریج سیاست های متمایز خود را دارد، اما اکثر کشورها با تغییراتی در این مدل همراه با سایر رویکردهای مراقبت های بهداشتی استفاده می کنند. کشورهایی که از برخی از انواع مدل بوریج استفاده می کنند، عمدتاً از یک سیستم مراقبت سلامتی همگانی بهره می برند. سیستم مراقبت های سلامتی همگانی تضمین می کند که همه ساکنان یک کشور دسترسی تضمینی به مراقبت های بهداشتی داشته باشند. کشورهایی که در حال حاضر مدل بوریج را اجرا می کنند عبارتند از: انگلستان، ایتالیا، اسپانیا، دانمارک، سوئد، نروژ، نیوزلند و غیره.

## تاریخچه
مدل بوریج اولین بار توسط ویلیام بوریج ، اقتصاددان بریتانیایی و اصلاح طلب اجتماعی ایجاد شد که ایده های او منجر به ایجاد سرویس سلامت ملی (NHS) در سال ۱۹۴۸ شد. این مدل از بریتانیا سرچشمه گرفته و در بسیاری از مناطق در شمال اروپا و جهان گسترش یافته است.

## انتقادات
به گفته جوزف کوتزین، هماهنگ کننده سیاست تامین مالی سلامت در سازمان جهانی بهداشت، نگرانی در مورد این سیستم این است که دولت چگونه به بحران های مربوط به سلامت پاسخ می دهد. در شرایط اضطراری ملی، بودجه برای مراقبت های بهداشتی ممکن است با کاهش درآمد عمومی کاهش یابد. در چنین وضعیتی و با هجوم گسترده بیماران، مشکلات عدیده ای ایجاد می شود و راه حل آن تخصیص اعتبارات اورژانسی قبل از هر بحرانی است.